# Quinta Brunson
Quinta Brunson (n. 21 decembrie 1989, Pennsylvania, SUA) este o actriță, scenaristă, producător de televiziune și actriță de voce americană, câștigătoare a premiilor Emmy și Globul de Aur.
Quinta Brunson s-a născut și a crescut în Philadelphia. Numele ei înseamnă „al cincilea” în spaniolă și înseamnă că este cea mai mică dintre cei cinci copii. Mama ei, Norma Jean Brunson, a predat la grădiniță. Ea a fost crescută ca martoră a lui Iehova.
În 2014 a început să lucreze ca producător video pentru BuzzFeed. În 2016 a produs, scris și jucat în comedia Broke pentru YouTube Premium. După ce a jucat în câteva episoade din New Girl, Single Parents și iZombie, în 2021 a jucat rolul principal Trig în sezonul al treilea din Miracle Workers. În același an, a obținut un succes fulminant cu serialul de televiziune Școala Abbott pe care l-a creat, scris și în care joacă rolul principal. Pentru primul sezon a obținut șase nominalizări și două premii Emmy.